# 納米比亞播棋
納米比亞播棋（Hus、Omwela），是流傳於納米比亞的播棋遊戲。

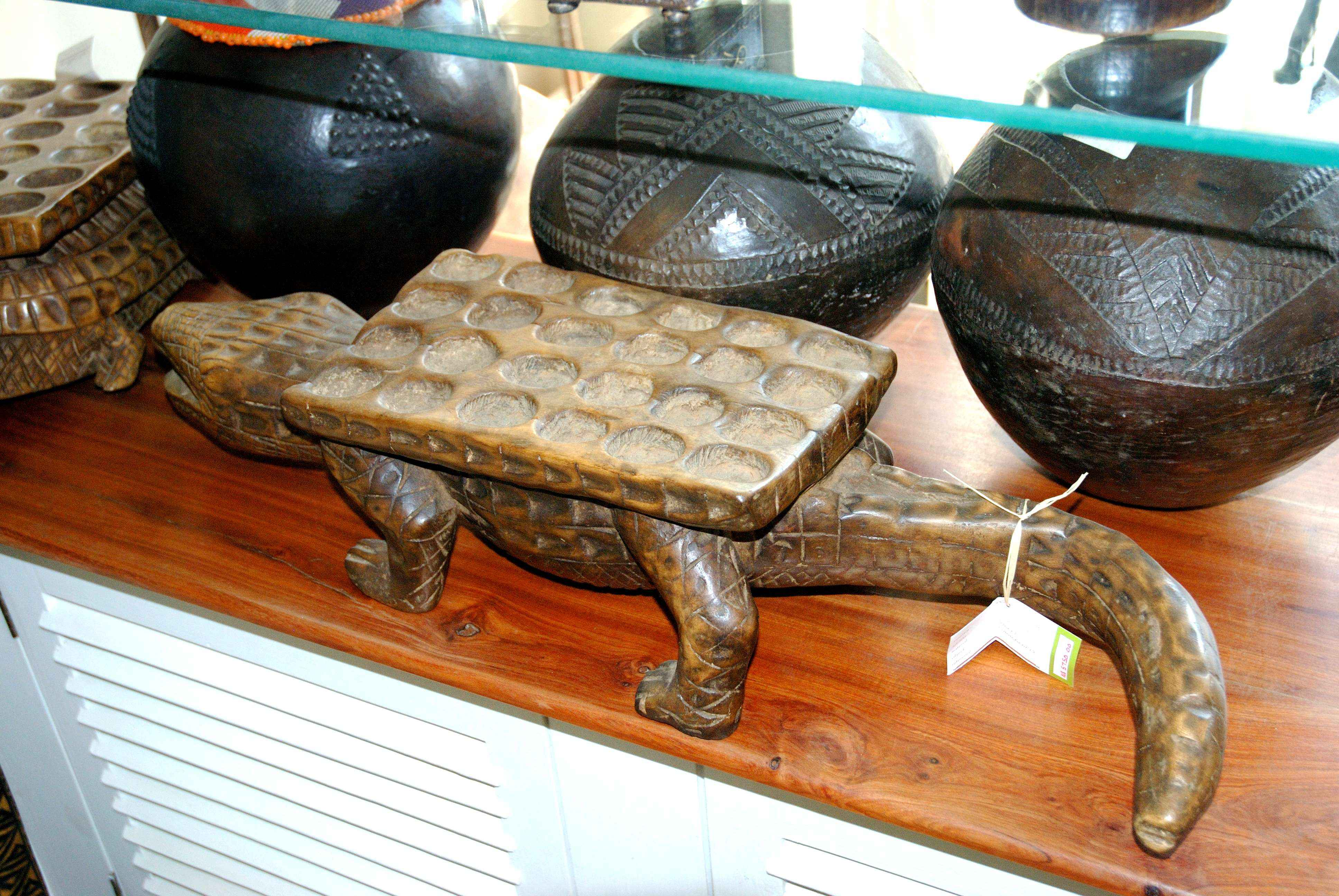
納米比亞播棋

## 棋具
- 長方形棋盤，挖有每排六個棋洞，共四排。兩方各控制最近的半盤，每方只能自己的棋洞分投。

| 2     | 2     | 2     | 2     | 2     | 2     | 2     | 2     |
| 2     | 2     | 2     | 2     | Empty | Empty | Empty | Empty |
|       |       |       |       |       |       |       |       |
| Empty | Empty | Empty | Empty | 2     | 2     | 2     | 2     |
| 2     | 2     | 2     | 2     | 2     | 2     | 2     | 2     |

初始佈置

## 規則
- 初始佈置時，每方第一排皆有兩顆棋子，第二排僅有右側四個洞有兩顆棋子。

- 雙方輪流從己方至少兩顆的棋洞取出所有棋子，逆時針方向分配到其他的洞中，一洞分配一顆，直到分配完，範圍環繞只限定在己方控制的棋洞中。最後分配的一顆棋子若落在有棋子的洞中時，需再從該洞以同方向再進行分配動作，直到最後分配的棋子落在無棋子的洞中。如果最後分配的一顆棋子若落在己方上排有棋子的洞中，並且同列的對方兩個棋洞皆有棋子，則進行分配動作連同對方該棋子一同取走分配。

- 當無法行棋時輸掉遊戲[1]。